# Enslingens hustru
Enslingens hustru är en svensk dramafilm från 1916  med arbetstiteln En livshistoria från fjällbygden i 3 akter regisserad av Fritz Magnussen. 

## Handling
Under en rekreationvistelse på ett sanatorium i fjällen träffar Löjtnant Schmidt grosshandlaredottern Eva, tycke uppstår och Schmidt friar till Eva. Schmidts tidigare flickvän Sigrid anländer till sanatoriet för att med alla medel försöka förhindra hans giftermål.

## Om filmen
Filmen premiärvisades 25 september 1916 på biograf Regina i Stockholm. Filmen kom efter en idé av Fredrik Heber, AB Svenska Biografteatern som haft en framgång med filmen Hans faders brott 1915  med den danske regissören Fritz Magnussen, engagerade honom för ytterligare åtta filmer. Ingen av dessa filmer rönte samma framgång som Hans faders brott och Magnussen återvände till Danmark efter drygt ett år i Sverige. För foto svarade Hugo Edlund. Filmen spelades in vid Svenska Biografteaterns ateljé på Lidingö med exteriörscener från trakten runt Åre.

## Rollista (i urval)
- Alfred Lundberg – Gregers, grosshandlare
- Greta Almroth – Eva Gregers, hans dotter
- Nicolay Johannsen – Uno Schmidt, löjtnant
- Stina Stockenstam – Sigrid Nilsson, Unos fd fästmö
- John Ekman – Berlitz, regementsläkare (enslingen), Sigrids fd man